# Bataille de la Clearwater
Vous lisez un « article de qualité » labellisé en 2022.
Guerre des Nez-Percés
Batailles
Guerre des Nez-Percés :
- White Bird Canyon
- Camp de Looking Glass
- Cottonwood
- Clearwater
- Fort Fizzle
- Big Hole
- Camas Meadows
- Yellowstone (en)
- Canyon Creek
- Cow Creek (en)
- Bear Paw

La bataille de la Clearwater est un affrontement de la guerre des Nez-Percés qui eut lieu les 11 et 12 juillet 1877 entre un groupe de Nez-Percés et des soldats de l'armée des États-Unis près de la ville actuelle de Stites dans l'Idaho.
Dans les semaines qui suivent leur défaite à White Bird Canyon le 17 juin 1877, les troupes américaines menées par le général Oliver Otis Howard poursuivent les Nez-Percés qui leur sont hostiles afin de les contraindre à s'installer dans une réserve. Le 11 juillet, Howard découvre leur campement installé sur les rives de la Clearwater et tente une attaque surprise mais, alertés par leur artillerie, les guerriers nez-percés se précipitent à leur rencontre et parviennent à stopper leur avancée. Les échanges de tirs se poursuivent jusqu'à la nuit sans que l'un des deux camps ne parvienne à prendre l'avantage. Le jour suivant, des dissensions apparaissent au sein des Nez-Percés et de nombreux guerriers se retirent tandis que le général Howard ordonne une charge qui finit de les mettre en fuite. Contraints d'abandonner leur village et une partie de leur provisions, ils parviennent cependant à échapper à Howard qui décide de ne pas les poursuivre davantage. Les Nez-Percés entreprennent alors la traversée des monts Bitterroot via le col Lolo afin de gagner les plaines du Montana, toujours poursuivis par les troupes américaines.
Bien que la bataille constitue une victoire pour les États-Unis, leurs pertes s'élèvent à quatorze tués contre quatre seulement pour les Nez-Percés. En outre, en choisissant de ne pas les poursuivre de manière plus agressive, le général Howard manque une occasion de porter un coup décisif aux Nez-Percés et de mettre un terme rapide au conflit.

## Contexte
Pour un article plus général, voir guerre des Nez-Percés.

Carte décrivant les premiers engagements de la guerre des Nez-Percés.

Après la défaite de l'armée américaine à White Bird Canyon le 17 juin 1877, le général Oliver Otis Howard prend en main la conduite de la campagne et se lance à la poursuite des Nez-Percés hostiles afin de les contraindre à s'installer dans une réserve. Tandis qu'il s'affaire à traverser la rivière Salmon à leur suite, il envoie une petite force armée capturer le chef Looking Glass installé pacifiquement près de la Clearwater. L'attaque du campement est un échec ; non seulement l'armée ne parvient pas à capturer le groupe d'Amérindiens mais Looking Glass, qui jusqu'alors avait choisi de rester neutre, décide de se joindre aux autres factions hostiles aux Blancs.
Avec plusieurs jours d'avance sur Howard, le groupe de Nez-Percés mené par Chef Joseph, Toohoolhoolzote et White Bird franchit de nouveau la Salmon plus au nord et entame la traversée de la Camas Prairie. Plusieurs escarmouches ont lieu du 3 au 5 juillet avec des soldats et des civils volontaires près de la ville actuelle de Cottonwood tandis que le général Howard, ne pouvant traverser la Salmon au même endroit que les Amérindiens, est contraint de rebrousser chemin. Les Nez-Percés poursuivent leur route vers l'est, saccageant, pillant et incendiant une trentaine de fermes au passage,. Ils installent leur campement au confluent de Cottonwood Creek et de la South Fork de la Clearwater, près de la ville actuelle de Stites, et sont rejoints vers le 7 juillet par le groupe de Looking Glass.
À Mount Idaho, les civils volontaires ayant participé aux affrontements de Cottonwood se réorganisent en un bataillon unique et élisent Edward McConville colonel,. Sans attendre Howard et ses troupes, ils quittent Mount Idaho dans la matinée du 8 juillet et se lancent à la poursuite des Nez-Percés. Ils progressent le long de la Clearwater jusqu'à la tombée de la nuit puis installent leur bivouac sans le savoir à peu de distance du campement amérindien. Alerté durant la nuit de la proximité des Amérindiens par des sentinelles, McConville dépêche un cavalier pour prévenir Howard de leur découverte. Il déploie ensuite une dizaine d'hommes sur une colline proéminente située à proximité, leur demandant de « tenir la colline quoi qu'il arrive, et de donner l'alarme en cas d'approche des Indiens, ». Avant l'aube, deux hommes partent reconnaître le campement nez-percé et après quelques discussions, jugent plus prudent d'attendre l'armée avant de lancer une attaque.

## Forces en présence

### Nez-Percés

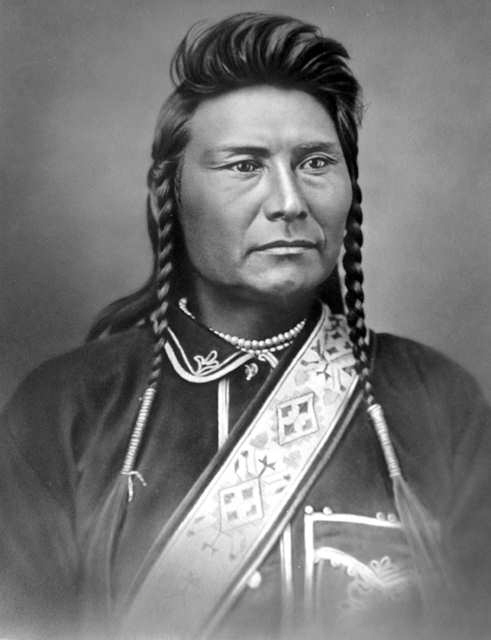
Photographie de Chef Joseph en 1877.

Situé de part et d'autre de la Clearwater, en un lieu appelé « Peeta Auüwa » par les Nez-Percés, le campement amérindien compte environ 72 tipis et abrite environ 740 hommes, femmes et enfants dont au moins 200 guerriers,. Il réunit désormais cinq groupes d'Amérindiens : celui de Chef Joseph, de White Bird, de Toohoolhoolzote, ainsi que ceux de Looking Glass et du chef palouse Husishusis Kute qui viennent de les rejoindre. Bien que Howard et plus généralement les Blancs aient considéré Chef Joseph comme le meneur de la résistance, il n'existe pas de commandement unifié au sein des Nez-Percés ; chaque groupe suit ses propres chefs pour obtenir des avis ou des conseils,. Plutôt diplomate, Joseph s'est au contraire effacé au profit de meneurs plus habiles au combat comme son frère Ollokot, Pahkatos Owyen, Wahchumyus, Toohoolhoolzote ou Looking Glass lorsque le conflit a éclaté.
Leur moral est bon après leurs précédentes victoires et grâce aux armes et munitions récupérées sur le champ de bataille de White Bird Canyon, ils sont relativement bien armés avec notamment des fusils modernes comme le fusil Springfield, modèle 1873 de l'armée américaine. En situation de combat, chaque guerrier agit de manière relativement individuelle et est libre de suivre n'importe quel chef de guerre qu'il respecte et peut à tout moment se retirer du combat.

### Volontaires américains et armée des États-Unis
Le bataillon de citoyens volontaires mené par McConville rassemble environ 75 hommes venant de Lewiston, Mount Idaho et Grangeville dans le territoire de l'Idaho ainsi que de Dayton dans le territoire de Washington. Quelque peu en froid avec l'armée régulière après les événements de Cottonwood et n'ayant pas confiance en la capacité de Howard de retrouver rapidement les Nez-Percés, ils agissent principalement de leur propre initiative et espèrent défaire eux-mêmes les Amérindiens.

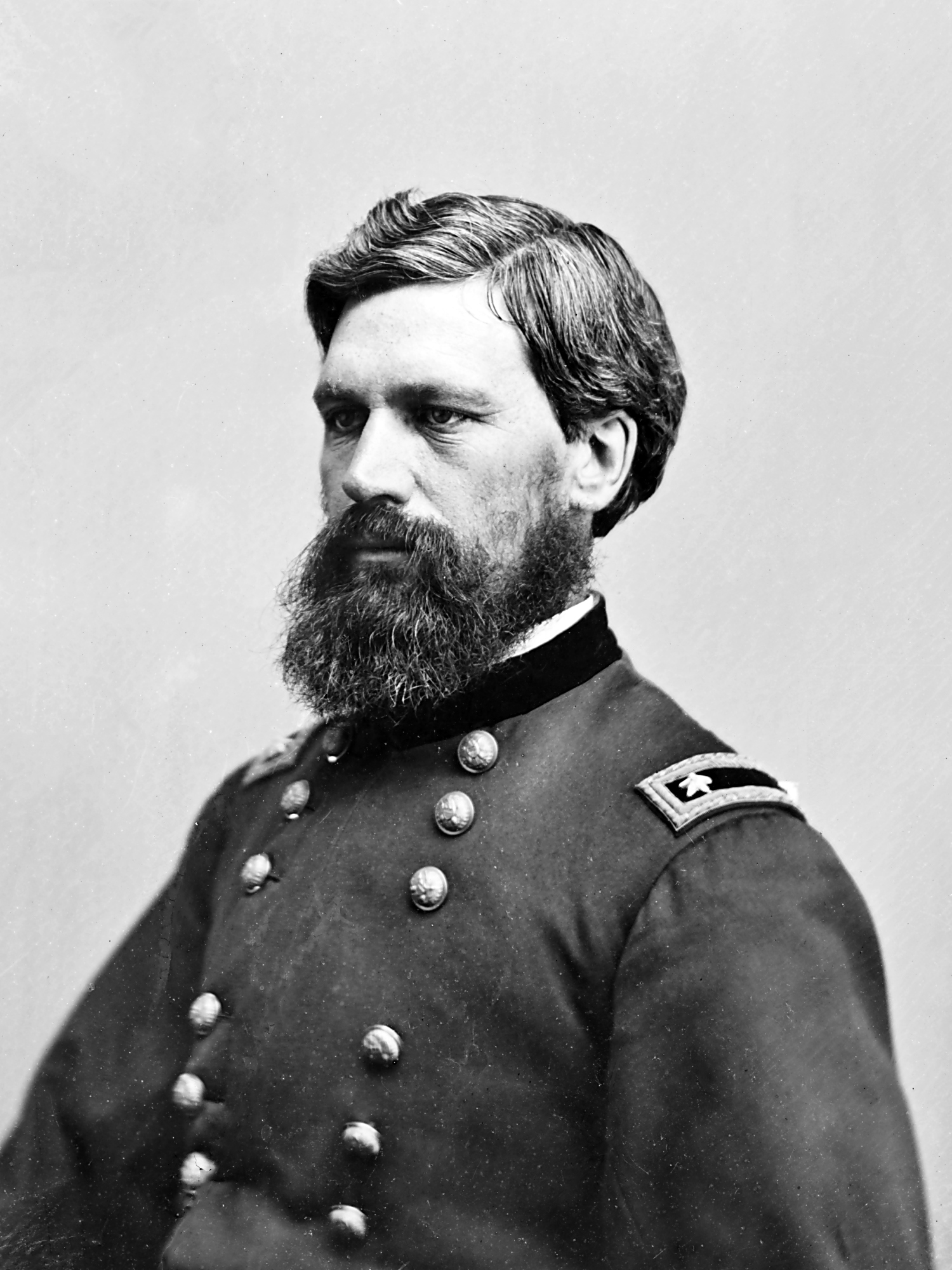
Le général Oliver O. Howard durant la guerre de Sécession.

Les troupes du général Howard sont quant à elles composées de quatre compagnies du 1er régiment de cavalerie menées par le capitaine David Perry, cinq du 21e régiment d'infanterie sous le commandement du capitaine Evan Miles et cinq du 4e régiment d'artillerie agissant en tant qu'infanterie conduites par le capitaine Marcus P. Miller, soit environ 350 hommes. L'armée dispose également de deux obusiers de montagne et de deux mitrailleuses Gatling. Les soldats sont armés de fusils Springfield, modèle 1873 ; les cavaliers possèdent en outre un Colt .45 tandis que les hommes à pied sont équipés de baïonnettes-truelles leur permettant de creuser des tranchées qu'ils peuvent fixer à l'extrémité de leur fusil. Les hommes sont cependant peu entraînés au tir avec seulement trois tirs par mois par soldat, ce qui rend leurs actions peu efficaces sur les forces adverses.
Guidées par un petit groupe de civils volontaires menés par Arthur « Ad » Chapman, les troupes sont également accompagnées de muletiers et d'éclaireurs nez-percés dont l'un, Elaskolatat, a déserté durant la bataille pour rejoindre les siens après avoir appris la mort de son père à la bataille de Cottonwood,. Ils sont en outre accompagnés de correspondants de journaux tels que The Morning Oregonian de Portland ou encore le San Francisco Chronicle.

## Prélude

### Misery Hill

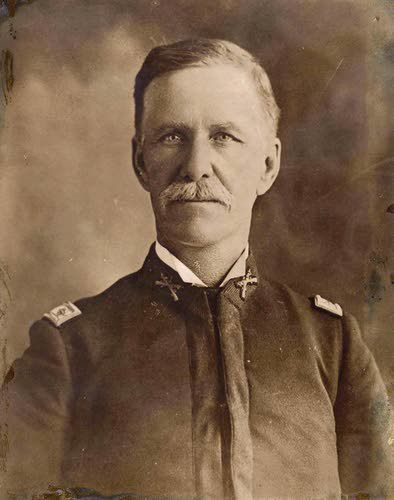
Photographie d'Edward McConville durant sa carrière militaire.

Dans l'après-midi du 9 juillet, l'un des hommes de McConville décharge accidentellement son fusil, attirant immédiatement l'attention des Nez-Percés. Les volontaires se replient alors sur la colline où sont déjà postés leurs observateurs et y érigent des défenses rudimentaires en pierre. L'endroit, connu sous le nom de « Possossona » par les Amérindiens, est bientôt surnommé « Misery Hill », « Mount Misery » ou encore « Fort Misery » par les Blancs.

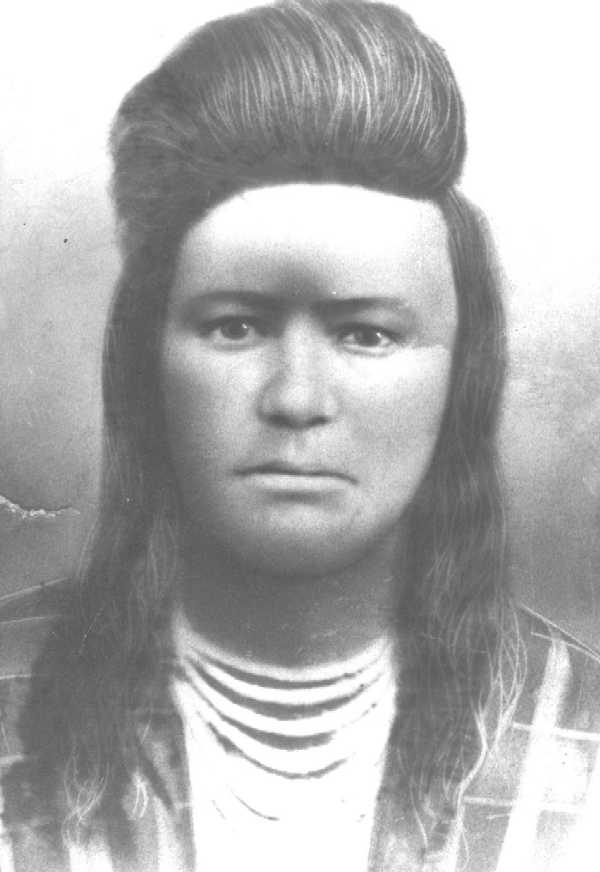
Ollokot, frère de Chef Joseph, est l'un des principaux meneurs des guerriers nez-percés.

Mené par Pahkatos Owyen, Wahchumyus et Ollokot, un petit groupe de Nez-Percés se déploie autour des positions ennemies et échange quelques tirs à longue distance avec les volontaires avant de revenir au campement à la tombée de la nuit,. Vers 1 heure après minuit, les Amérindiens renouvellent leurs attaques et parviennent à s'emparer des chevaux des Américains, soit 43 montures dont la plupart ont été capturées par les soldats lors de l'attaque du camp de Looking Glass dix jours plus tôt,. Vers 7 heures, les Nez-Percés s'approchent de nouveau des positions ennemies avant de se retirer vers leur campement après examen de la situation,.
En fin d'après-midi du 10 juillet, les hommes de McConville aperçoivent une trentaine de guerriers nez-percés remontant le canyon et découvrent rapidement qu'ils tentent d'intercepter un petit groupe de volontaires menés par George Shearer venu de Mount Idaho pour leur prêter secours. McConville dépêche une vingtaine d'hommes qui parviennent à mettre en fuite les Amérindiens, permettant au groupe de Shearer de rejoindre Fort Misery.
Après l'arrivée de Shearer, McConville envoie un nouveau courrier pour Howard dans le but de coordonner une attaque. Vers midi le 11 juillet, étant presque à court de provisions et toujours sans nouvelles de Howard, McConville et ses hommes profitent d'une baisse d'attention de la part des Nez-Percés pour se replier à pied vers Mount Idaho où les habitants leur fournissent de nouvelles montures,. Ironiquement, les volontaires ont abandonné Fort Misery quelques heures seulement avant que Howard ne lance son attaque sur le campement amérindien.

### Avancée de Howard

Mouvements de troupes du général Howard avant la bataille de la Clearwater.

Dès la réception du premier message de McConville le 9 juillet, Howard quitte Grangeville et dirige ses troupes vers le nord. Au lieu de rejoindre directement Misery Hill, il choisit de traverser la branche sud de la Clearwater au niveau de Jackson's Bridge, près de la ville actuelle de Harpster, puis poursuit en direction de l'ancien campement de Looking Glass avec l'intention de prendre les Nez-Percés à revers. La cavalerie bivouaque non loin du ranch incendié de Thelbert Wall, du côté est de la Clearwater, en attendant que l'infanterie et l'artillerie les rejoignent.
À 7 heures du matin le 11 juillet, l'armée reprend son avancée, progressant en terrain accidenté et suivant une ligne parallèle à la Clearwater,. Après quelques kilomètres, l'avant-garde composée de la compagnie H du 1er régiment de cavalerie menée par le capitaine Trimble tombe sur un petit groupe de chevaux appartenant aux Nez-Percés. Les soldats se déploient alors en formation de tirailleurs et poursuivent leur avancée. En fait, les troupes ont déjà dépassé le campement amérindien de plusieurs kilomètres, n'ayant pu le voir à cause du relief. Peu avant midi, alors qu'ils se sont écartés de la ligne principale pour reconnaître les escarpements dominant la Clearwater, le premier lieutenant Robert H. Fletcher, aide de camp de Howard, et le volontaire Arthur « Ad » Chapman découvrent le campement sur la rive opposée, à environ 2 km au sud-ouest de leur position.

## Bataille

### 11 juillet

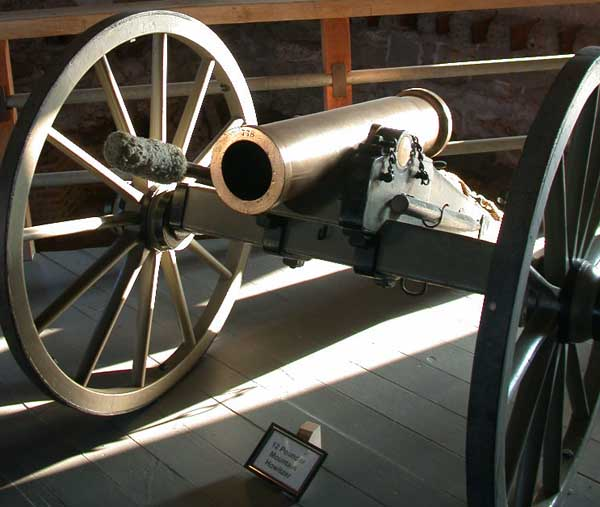
Obusier de montagne de 12 livres tel qu'employé durant la campagne contre les Nez-Percés. Ici en exposition au Fort Laramie National Historic Site.

Prévenu de la découverte du campement, Howard donne l'ordre à l'un de ses obusiers de se déployer sur la crête. À 12 h 45, l'obusier envoie quelques projectiles en direction du village mais, à cause de la trop grande distance les séparant du campement, ceux-ci explosent en l'air sans causer de dommages. Alertés de la présence des soldats, les guerriers nez-percés se préparent au combat tandis que les autres rassemblent leur cheptel et partent chercher refuge dans les collines avoisinantes. Après dix minutes de bombardement inefficace, Howard fait déplacer ses deux obusiers et ses deux mitrailleuses Gatling sur un autre promontoire situé à 800 m à vol d'oiseau au sud de leur position. Cependant, afin de contourner un profond ravin, les troupes doivent faire un détour de près de 2,5 km.

Carte de la bataille du 11 juillet 1877-.

Dans le même temps, une vingtaine de guerriers menés par Toohoolhoolzote enfourchent leurs chevaux et se précipitent vers les troupes américaines pour tenter de ralentir leur progression. Ils traversent la Clearwater puis gravissent les pentes abruptes jusqu'à la crête où ils prennent position. Armé d'un fusil à chargement par la bouche, Toohoolhoolzote abat deux soldats tandis que les autres Nez-Percés érigent de petites barricades en pierres. Howard déploie alors ses hommes en une ligne semi-circulaire de près de 4 km de long et établit son quartier-général et l'hôpital à l'arrière où sont également rassemblés le ravitaillement et les montures des cavaliers,. Rapidement, d'autres guerriers menés par Wahchumyus et Ollokot arrivent sur les lieux, portant le nombre de combattants nez-percés à une centaine environ.

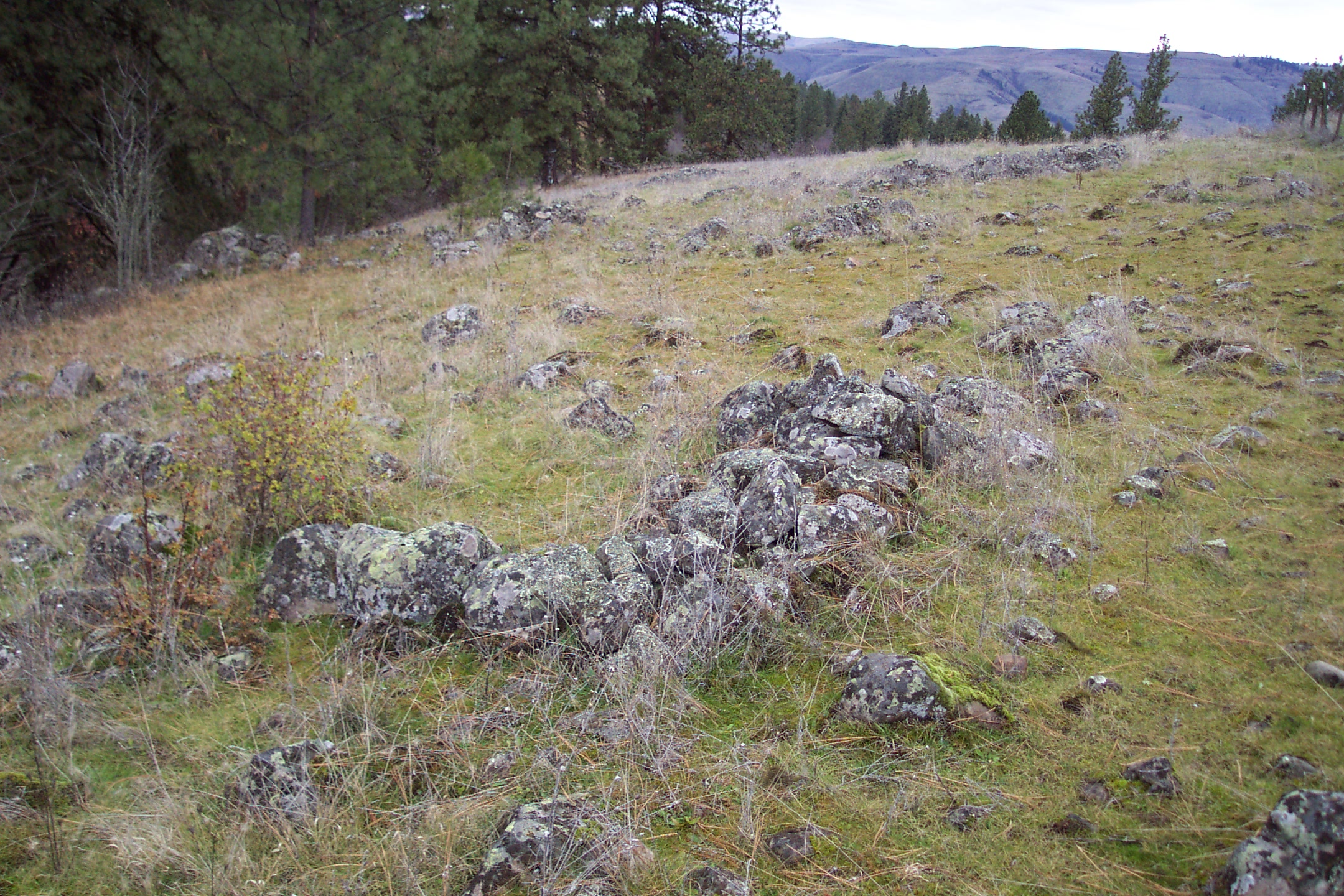
Vestiges des barricades en pierre érigées par les Nez-Percés au cours de la bataille.

Le terrain sur lequel s'affrontent Américains et Nez-Percés forme un plateau ouvert, bordé au nord et au sud par de profonds ravins boisés et à l'ouest par des falaises dominant la Clearwater,. Tandis que les Nez-Percés ont pris position à la lisière des bois sur ces trois côtés, les soldats américains sont contraints de progresser en terrain ouvert où la grande herbe est leur seule protection naturelle.
Alors que le premier convoi de ravitaillement et de munitions est parvenu à rejoindre les lignes de Howard, un autre plus petit se fait attaquer par les guerriers nez-percés à quelques centaines de mètres au sud de la ligne principale. Deux convoyeurs civils sont tués et les Nez-Percés emportent trois de leurs mulets qui, malheureusement pour eux, ne sont chargés que de munitions pour les obusiers,. Le lieutenant Wilkinson aidé de la compagnie de Rodney arrive rapidement pour escorter le reste du convoi jusqu'aux lignes.
Durant tout ce temps, le feu des Nez-Percés ne cesse de gagner en intensité. Les soldats américains répliquent, appuyés par les obusiers et les mitrailleuses Gatling qui occupent une position dominant à la fois le village et les principales positions des Nez-Percés dans le ravin. Par la suite, les obusiers sont finalement déplacés en arrière de la ligne, pratiquement à l'opposé de leur précédente position.

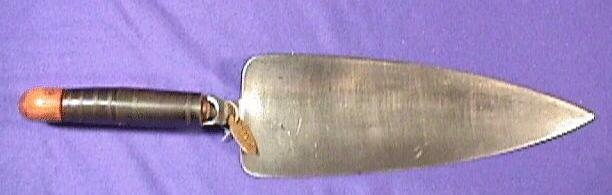
Baïonnette-truelle modèle 1873 utilisée par les soldats de la United States Army pour creuser des tranchées.

En milieu d'après-midi, les guerriers nez-percés lancent un assaut sur la gauche de la ligne américaine. Le capitaine Evan Miles mène alors plusieurs compagnies d'infanterie et d'artillerie dans une contre-attaque, soutenu par le capitaine Marcus P. Miller avec le reste des artilleurs, qui parviennent à repousser l'attaque. Au cours d'un assaut similaire, les guerriers nez-percés tuent ou blessent quatre hommes d'une batterie d'artillerie et parviennent pratiquement à s'emparer d'un obusier et d'une mitrailleuse Gatling. Le premier lieutenant Charles F. Humphrey rassemble rapidement plusieurs hommes et, faisant face à un feu nourri de la part des Nez-Percés, réussit à reprendre le contrôle des pièces d'artillerie,. Déterminés, les Nez-Percés lancent de nouveaux assauts en direction de la batterie, conduisant à de nombreuses pertes pour l'armée américaine. Peu après, Miller conduit une nouvelle charge sur un promontoire où sont concentrés un grand nombre de guerriers. L'action ne produit pas de grand résultat mais donne du temps au reste des troupes pour se construire des abris sommaires en empilant des rochers et en creusant le sol à l'aide de leurs baïonnettes-truelles,.
Les échanges de tirs se poursuivent jusqu'à la tombée de la nuit sans qu'aucun des deux camps ne prenne véritablement l'avantage sur l'autre. Tandis qu'une moitié environ des guerriers nez-percés retournent au campement, les soldats américains améliorent leurs défenses en attendant l'aube. Privés d'eau et de nourriture durant une grande partie de la journée, ils parviennent également à sécuriser un point d'eau au cours de la nuit,.

### 12 juillet

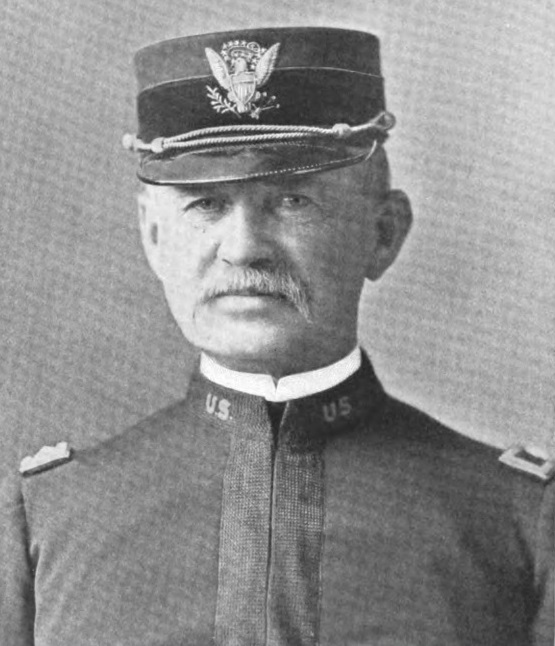
Photographie de Marcus P. Miller en 1899 avec le grade de brigadier général.

Les coups de feu reprennent dès l'aube du 12 juillet. Une partie des tireurs nez-percés se focalisent sur les cuisiniers de l'armée américaine qui tentent d'atteindre la source afin de préparer du café pour les troupes. Sur ordre du général Howard, le capitaine Miller parvient à repousser rapidement les guerriers amérindiens et à 9 heures, l'accès au point d'eau est de nouveau sécurisé. Les chevaux sont abreuvés et les hommes reçoivent du café et du pain frais — premier repas depuis le début de la bataille.

Carte de la bataille du 12 juillet 1877-.

En début d'après-midi, Howard planifie une offensive menée par les hommes du capitaine Miller. Ils doivent se précipiter sur la gauche du ravin tenu par les Nez-Percés pour les attaquer par derrière tandis que le reste des troupes se joint à l'assaut. Mais à 14 heures, la vue d'un convoi de ravitaillement venant de Fort Lapwai et escorté par le capitaine James Jackson modifie le plan. Au lieu de mener sa charge, Miller déploie ses hommes sur près de 3 km à la gauche de la ligne, les interposant entre la position tenue par les Nez-Percés et le convoi approchant. Puis, vers 15 heures, les hommes de Miller lancent un assaut en direction des guerriers nez-percés positionnés dans le ravin. Ceux-ci opposent d'abord une forte résistance, notamment au niveau des barricades qu'ils ont érigées, mais finissent par se replier après quelques minutes. Le reste des troupes américaines se joint alors à l'assaut de Miller, poursuivant les Nez-Percés à travers les ravins. Ces derniers franchissent rapidement la Clearwater puis remontent Cottonwood Creek pour rejoindre leurs familles qui se sont réfugiées dans les collines.
En fait, d'après les témoignages des Nez-Percés après la bataille de la Clearwater, la plupart des guerriers ont déjà quitté le champ de bataille avant l'attaque de Miller en raison de dissensions au sein du groupe. Lassés de ce deuxième jour d'affrontement et voyant que les soldats n'attaquent pas leur campement, un certain nombre de guerriers s'interrogent sur la nécessité de se battre, préférant poursuivre leur fuite sans combattre. Furieux après ceux qu'ils considèrent comme des « lâches », les principaux meneurs se retirent, suivis peu à peu par le reste des hommes,.
Arrivés à la Clearwater, les soldats américains rencontrent des difficultés pour franchir le cours d'eau. Menée par le capitaine Perry, la cavalerie est la première à parvenir de l'autre côté et prend position le long des berges en attendant que l'infanterie traverse à son tour. À cause du temps mis pour traverser la rivière, Howard décide de ne pas poursuivre davantage les Nez-Percés. Cette décision engendre certaines critiques à son égard ainsi qu'à l'encontre de Perry, la cavalerie étant en mesure de les rattraper selon le lieutenant William P. Parnell. Les hommes s'installent alors dans le campement amérindien afin d'y passer la nuit et fouillent les tipis abandonnés, s'emparant des vêtements, couvertures et de la nourriture laissée par les Nez-Percés avant leur fuite.

## Bilan et suites
L'armée américaine dénombre dans ses rangs 12 tués et 27 blessés, dont 2 meurent au cours de leur transport à l'hôpital militaire de Fort Lapwai. La plupart de ces pertes ont lieu lors du premier jour de combat et près de la moitié d'entre elles sont des officiers ou des sous-officiers, ce qui montre la compréhension de la structure hiérarchique de l'armée américaine par les Nez-Percés. Bien que Howard prétende dans ses rapports que les Nez-Percés ont eu 23 guerriers tués — 15 au combat et 8 autres retrouvés morts sur la piste de leur retraite — et au moins deux fois plus de blessés, les pertes des Nez-Percés s'élèvent en réalité à 4 tués et 6 blessés. Les corps des soldats tués sont inhumés sur place, dans une fosse commune, avant d'être plus tard transférés au cimetière de Fort Walla Walla.
Après la bataille, les Nez-Percés effectuent leur retraite vers la ville actuelle de Kamiah où ils franchissent une nouvelle fois la Clearwater. Leur objectif désormais est de gagner les plaines à bisons du Montana, au-delà des monts Bitterroot, via la piste Lolo.

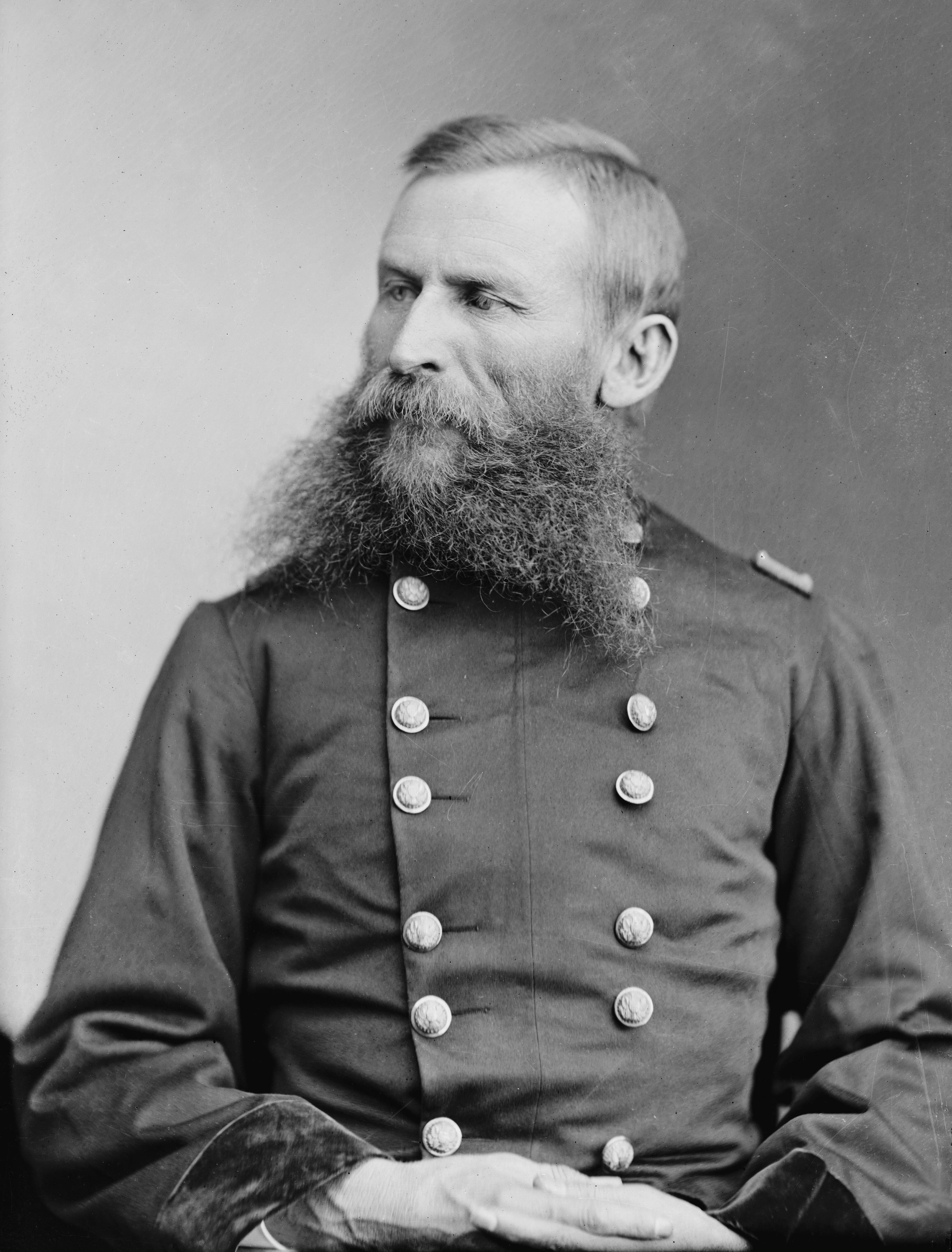
Le général George Crook, proposé par le cabinet du président Rutherford B. Hayes comme remplaçant du général Howard pour mener la campagne contre les Nez-Percés.

Pour l'armée des États-Unis, la bataille de la Clearwater constitue une victoire claire dans cette campagne jusque là marquée par une succession de défaites et les autorités militaires américaines interprètent ce résultat comme un signe que le vent est en train de tourner en leur faveur. Ce succès permet également au général Howard de conserver son poste au moment où le président Rutherford B. Hayes songe à le remplacer par le général George Crook au vu des piètres résultats qu'il a obtenus jusque là. Présent sur le champ de bataille, le capitaine B. B. Keeler, aide de camp du général Irvin McDowell qui est alors à la tête de la division militaire du Pacifique, atteste que « rien ne peut surpasser la vigueur des manœuvres et de l'action du général Howard, ». McDowell transmet le message à Washington, en même temps que le major Henry C. Wood, adjudant de Howard à Portland qui rompt la chaîne de commandement en télégraphiant directement la nouvelle de la défaite des Nez-Percés au président,. Au regard de ces éléments et avisé par les politiciens de l'Oregon Henry W. Corbett et Joseph N. Dolph qui notent que Howard « semble être maître de la situation », le président décide finalement de le maintenir à son poste.
Cette victoire de l'armée américaine est cependant à relativiser. En ne pressant pas les Amérindiens dans leur retraite, Howard manque une occasion de leur porter un coup décisif et de mettre un terme rapide au conflit. Comme le note le lieutenant William R. Parnell, « […] à strictement parler, les Indiens ne furent pas vaincus. Leurs pertes devaient être insignifiantes et leur retraite vers Kamiah, délibérée et tranquille, fut conduite de main de maître. Ils nous abandonnèrent avec notre victoire dénuée de résultats. » Toutefois, même si les Nez-Percés parviennent une nouvelle fois à échapper à Howard et malgré leurs faibles pertes, ils ont perdu de leur prestige et des divisions sont apparues en leur sein. De plus, dans leur évacuation du campement, ils ont abandonné une partie de leur nourriture et de leurs vêtements chauds dont ils auront besoin par la suite.

## Lieux de mémoire
Le champ de bataille de la Clearwater se trouve aujourd'hui sur des terrains privés et n'est pas accessible au public. Il est cependant préservé par les propriétaires en collaboration avec le parc historique national des Nez-Percés.
Un panneau historique a été installé le long de l'Idaho State Highway 13.